# Hospital Centro Geriátrico Dr. Luis Piñeyro del Campo

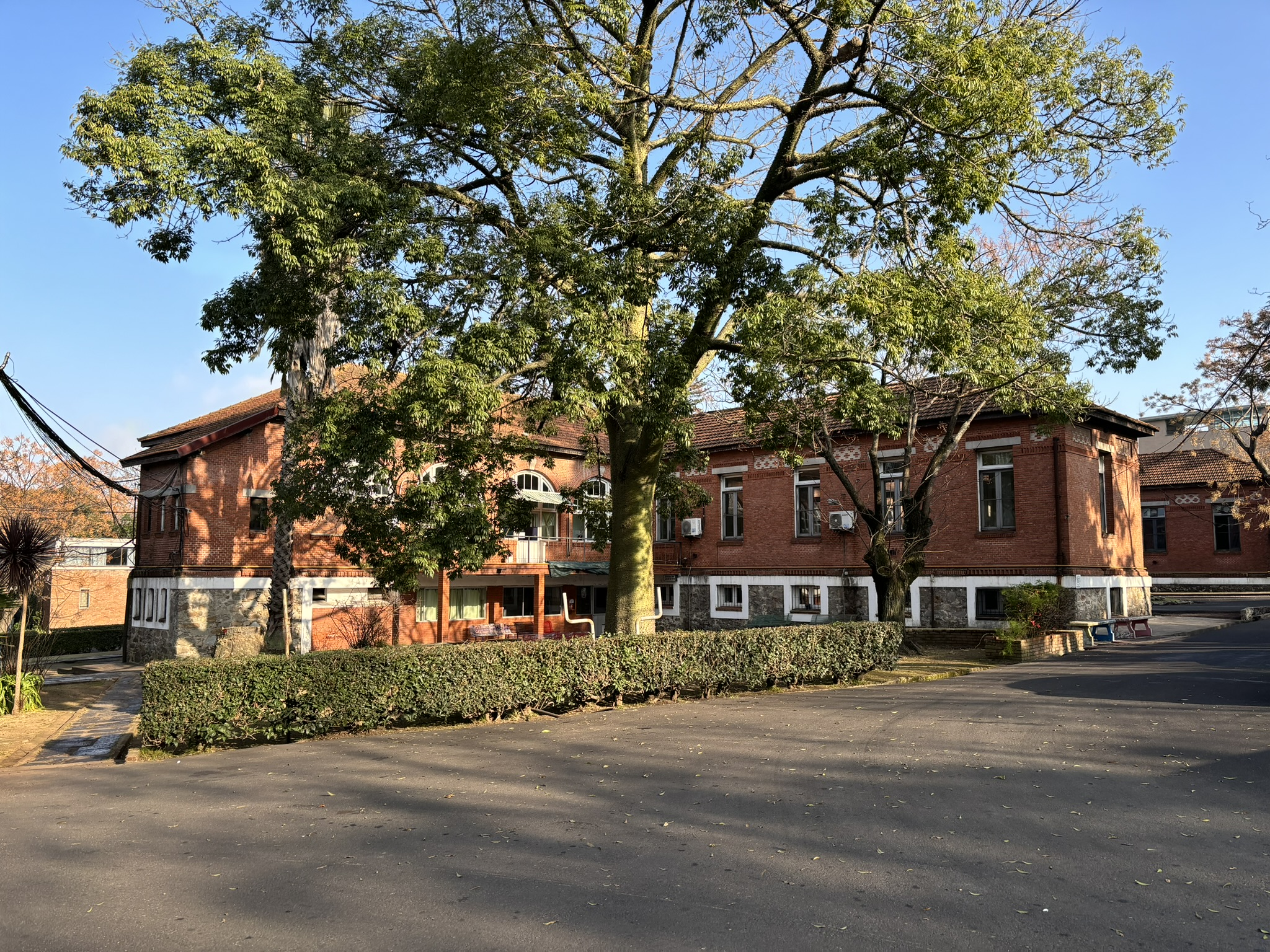
Hospital Piñeyro del Campo (2024).

Das Krankenhaus und Altersheim Luis Piñeyro del Campo (spanisch Hospital Centro Geriátrico Dr. Luis Piñeyro del Campo) ist ein öffentliches Krankenhaus in Montevideo, Uruguay, das sich der Gesundheitsversorgung und dem Wohlbefinden älterer Menschen widmet.
Im Rahmen der ASSE bietet das Hospital Piñeyro del Campo eine umfassende psychosoziale Betreuung, die den Bedürfnissen älterer Menschen gerecht wird, und zwar durch multidisziplinäre Teams und in verschiedenen Abteilungen je nach Grad der Abhängigkeit. Die Bewohner haben auch Zugang zu Aktivitäten zur Vorbeugung von kognitiven Beeinträchtigungen, plastischen und körperlichen Aktivitäten, Reiki, Gemüsegarten und Musik usw.
Sein Name ehrt Luis Piñeyro del Campo, einen Arzt und Philanthropen des 20. Jahrhunderts.